# Itame flava
Itame flava là một loài bướm đêm trong họ Geometridae.